# Paulo Salustiano
Paulo Roberto Ayo Salustiano (São Paulo, 24 de novembro de 1983) é um automobilista brasileiro. Atualmente compete pela Fórmula Truck.

## Trajetória

### Pickup, Stock Car
Em 2008, correndo pela Copa Vicar (antiga Stock Light), foi campeão das etapas de São Paulo e Brasília. Disputou também a Pick-Up Racing, onde foi vice-campeão, sendo superado pelo também paulista Gustavo Sondermann.
Em 2009, pela Stock Car, Salustiano abriu a temporada conquistando o primeiro lugar em São Paulo e a primeira vitória da sua carreira na categoria.

### Fórmula Truck
Em 2010 transferiu-se para a Fórmula Truck.
Foi contratado no ano de 2015 para ser piloto da Mercedes Benz na Formula Truck.

## Doping
Em 2008, com 50 pontos, Salustiano era o líder da Stock Light, e foi o primeiro piloto brasileiro flagrado num exame antidoping. Ele foi pego na primeira e única vez em que foi aplicado o exame nas categorias da Stock, na abertura da competição, em abril, no Circuito de Interlagos. Apesar de a substância não ter sido revelada, o proprietário de sua equipe, a full time Sports, Maurício Ferreira, disse que segundo o pai de Salustiano, ele usou um produto com finasterida, empregada em tônicos capilares.
Salustiano foi suspenso por 30 dias pela Confederação Brasileira de Automobilismo. A pena, no entanto, foi cumprida de forma retroativa e, assim, o piloto perdeu todos os pontos que acumulara. Ele havia vencido em Interlagos e em Brasília, e terminado na 16ª colocação em Curitiba. Salustiano era o líder da categoria e sua posição foi ocupada por Fábio Carreira que tinha 47 pontos.

## Desempenho na Stock Car
Corrida em negrito significa pole position; corrida em itálico significa volta mais rápida)
| Ano  | Equipe           | Carro            | 1     | 2      | 3       | 4      | 5      | 6       | 7      | 8       | 9       | 10      | 11  | 12  | Classificação | Pontos |
| ---- | ---------------- | ---------------- | ----- | ------ | ------- | ------ | ------ | ------- | ------ | ------- | ------- | ------- | --- | --- | ------------- | ------ |
| 2009 | Vogel Motorsport | Chevrolet Vectra | SAO 1 | CTB 12 | BSB DNS | SCZ 12 | SAO 19 | SAL Ret | RIO 14 | CGD Ret | CTB Ret | BSB Ret | TAR | SAO | 18º           | 38     |